# ASEC Mimosas
Association Sportive des Employés de Commerce Mimosas to klub będący członkiem federacji piłkarskiej Wybrzeża Kości Słoniowej. Założony został on w 1948 przez ośmiu biznesmenów z Abidżanu. Są znani jako ASEC Mimosas, jednak poza Afryką bardziej popularną nazwą jest ASEC Abidżan, zwłaszcza w międzynarodowych rozgrywkach klubowych.
ASEC Mimosas  został założony 1 stycznia 1948 roku przez grupę przedsiębiorców z Zachodniej Afryki, Libanu i Francji.

## Akademia
ASEC posiada akademię młodzieżową, która uważana jest za klejnot koronny afrykańskiego futbolu. Założył ją Jean-Marc Guillou w 1993, umiejscowiwszy ją w kompleksie treningowym ASEC. Uczniowie-sportowcy kształcą się tam jak w normalnej szkole, ucząc się matematyki, historii, geografii, fizyki, francuskiego, angielskiego i hiszpańskiego. Żyją w dormitoriach, a w tygodniu mają dwie sesje treningowe na dzień. W soboty grają mecze, dodatkowo są otoczeni kompleksową opieką medyczną przez wykwalifikowanych medyków.
Na liście absolwentów akademii ASEC są takie nazwiska jak: Kolo Touré, Seydou Doumbia, Romaric, Gervinho, Salomon Kalou, Didier Zokora, Lacina Traoré, Siaka Tiéné, Didier Ya Konan, Yaya Touré Emmanuel Eboué i Adriel Ba Loua.
Zawodnicy ASEC tworzą szkielet narodowej reprezentacji WKS przez wiele lat, zapadli w pamięci świata wygrywając Puchar Narodów Afryki w 1992, dzięki takim zawodnikom jak Abdoulaye Traoré czy Donald-Olivier Sié.

## Sukcesy
- Mistrzostwo WKS (26 razy): 1963, 1970, 1972, 1973, 1974, 1975, 1980, 1990, 1991, 1992, 1993, 1994, 1995, 1997, 1998, 2000, 2001, 2002, 2003, 2004, 2005, 2006, 2009, 2010, 2017, 2018
- Puchar WKS (20 razy): 1962, 1967, 1968, 1969, 1970, 1972, 1973, 1983, 1990, 1995, 1997, 1999, 2003, 2005, 2007, 2008, 2011, 2013, 2014, 2018
- Puchar Félix Houphouét-Boigny (14 razy): 1975, 1980, 1983, 1990, 1995, 1996, 1998, 1999, 2004, 2006, 2007, 2008, 2009
- Afrykańska Liga Mistrzów (1 raz): 1998
- Superpuchar Afryki (1 raz): 1999